# Jiangdong (köpinghuvudort i Kina, Zhejiang Sheng, lat 29,05, long 119,74)
Jiangdong (kinesiska: 江东, 江东镇) är en köpinghuvudort i Kina. Den ligger i provinsen Zhejiang, i den östra delen av landet, omkring 140 kilometer söder om provinshuvudstaden Hangzhou. Antalet invånare är 9 948. Befolkningen består av 4 853 kvinnor och 5 095 män. Barn under 15 år utgör 12,0 %, vuxna 15-64 år 578 %, och äldre över 65 år 11,0 %.
Runt Jiangdong är det ganska tätbefolkat, med 185 invånare per kvadratkilometer. Närmaste större samhälle är Jinhua, 11,2 km nordväst om Jiangdong. I omgivningarna runt Jiangdong växer i huvudsak blandskog.
Genomsnittlig årsnederbörd är 2 256 millimeter. Den regnigaste månaden är juni, med i genomsnitt 468 mm nederbörd, och den torraste är oktober, med 60 mm nederbörd.